# Quand je vois le soleil
Pour plus de détails, voir Fiche technique et Distribution.
Quand je vois le soleil est un film français réalisé par Jacques Cortal et sorti en 2003.

## Synopsis
Raphaël, dessinateur et Margot, danseuse étoile s'aiment passionnément. Mais ils apprennent que Margot souffre d'une maladie incurable.

## Contexte
Ce film est un hommage à l'actrice Lyne Chardonnet, décédée d'un cancer du foie à l'âge de 37 ans, épouse de Jacques Cortal dont elle aura une fille, Léa, née le 28 juillet 1974 [réf. souhaitée].

## Fiche technique
- Réalisation : Jacques Cortal
- Scénario : Jacques Cortal
- Image : Manuel Teran
- Musique : Laurent Bertaud, Daran, Nicolas Jorelle, Christian Lafon
- Montage : Joëlle Hache, Magali Olivier
- Durée : 90 minutes
- Lieu de tournage : Marseille
- Date de sortie : 16 juillet 2003

## Distribution
- Florent Pagny : Raphaël
- Marie-Claude Pietragalla : Margot
- François Cluzet : Pierre
- Sophie Broustal : Agnès
- Delfine Rouffignac : Roxane
- Patricia Malvoisin : Eva
- Gilbert Schlogel : Professeur Keller
- Lucie Jeanne : Marie-Ange
- Julia Quinto Guidicelli : La prostituée
- Patrice Valota : Gigi
- Nicole Vassel : Mamie
- Alain Bauguil : Paul

## Distinctions
Le film est nommé pour le Grand prix au Festival du film de Paris.

## Critiques
Pour Télérama, le film est « un prêchi-prêcha froid et artificiel », que le casting ne suffit pas à sauver.